# サミ・ヒルヴォ
サミ・ヒルヴォ（Sami Hilvo, 1967年生まれ）はフィンランド人作家、日本語・フィンランド語通訳および翻訳者。ヒルヴォの文学の核心には探求と新しい視点がある。
2010年に出版されたヒルヴォの処女小説「Viinakortti (酒購入許可証)」はヘルシンギン・サノマット文学賞 (フィンランドで最も権威のある処女小説賞) のショートリストに載せられた。2012年にドイツ語に翻訳され、2013年には小説に基づいた劇がフィンランドで初披露された。  
2012年に出版されたヒルヴォの第2作目の小説「Rouva S. (マダム S.)」は、21世紀の東京と平安京が舞台となり、トゥレンカンタヤ文学賞にノミネートされた。 
2016年にヒルヴォの第3作目の小説「Pyhä peto (聖獣)」はタンペレ市文学賞を受賞した。  
2020年にヒルヴォの第4作目の小説「Lajityypillistä käyttäytymistä (種特異的行動)」が出版された。  
ヒルヴォは東京、ポーランド・ワルシャワに在住経験があり、現在はヘルシンキを拠点に第5作目の作品に取り組んでいる。  

## 作品一覧
- 『Viinakortti』Tammi、Helsinki、2010年。ISBN 978-951-31-5403-5。
- 『Rouva S.』Tammi、Helsinki、2012年。ISBN 978-951-31-6854-4。
- 『Pyhä peto』Tammi、Helsinki、2016年。ISBN 978-951-31-9037-8。
- 『Lajityypillistä käyttäytymistä』Tammi、Helsinki、2020年。